# بلندینگ (یوتا)
بلندینگ (به انگلیسی: Blanding) شهری در ایالت یوتا کشور ایالات متحده آمریکا است که جمعیت آن در سرشماری سال ۲۰۱۰ میلادی، ۳٬۳۷۵ نفر بوده‌است.